# Nagy András (teológus)
Nagy András (Magyarózd, 1899. január 24. – Kolozsvár, 1974. szeptember 9.) egyházi író, szerkesztő.

## Életútja
1899. január 24-én született az erdélyi Magyarózdon. 1917-ben, a nagyenyedi Bethlen Kollégiumban szerzett érettségi után tisztként vett részt az I. világháborúban.
1921-ben az Erdélyi Református Egyházkerület Teológiai Fakultását végezte el Kolozsváron, ahol a rövid életű Református Tanárképzőnek is hallgatója volt. Ezután három szemeszteren át a bázeli egyetemen tanult, közben segédlelkész volt Tordán, Marosvásárhelyen.
1922-ben tette le a második lelkészképesítő vizsgát, majd 1923-tól Szentgerice, 1925-től Nyárádszentbenedek választotta lelkészének. 1933-ban teológiai magántanári vizsgát tett Kolozsváron, majd a következő tanévben a bázeli egyetem meghívott ószövetségi előadója volt. 1936-tól a kolozsvári teológia ószövetségi tanszékén professzori beosztásban működött.
1937-1942 között az egyházkerület tanácsbírája, az IKE felügyelője volt. 1943-ban a debreceni Coetus Theologorum tagja, 1943-ban pedig az Evangéliumi Munkások Erdélyi Szövetségének elnöke lett, majd 1945-ben Debrecenben szerzett doktorátust.
1952-1957 között, a II. világháborút követő új rendszerben, a teológusképzés állami átszervezése után, a kolozsvári Protestáns Teológiai Intézet református karának dékánja lett. 1959-ben kényszernyugdíjazták.

## Művei
- Első írásaival 1922-ben a Református Szemlében jelentkezett.
- 1929-1944 között a Református Család című lap társszerkesztője
- 1940-1944-ben az Ifjú Erdély főszerkesztője. Szentírásmagyarázatai itt és a Kiáltó Szó, Református Ifjúság, Lelkipásztor, Az Út, valamint a debreceni Igazság és Élet hasábjain jelentek meg.

## Önálló kötetei
- Jeremia és kora (Kolozsvár 1929)
- A váltság gondolata az Ótestamentumban (Kolozsvár 1945)